# Олеканське сільське поселення
Олека́нське сільське поселення (рос. Олеканское сельское поселение) — сільське поселення у складі Нерчинського району Забайкальського краю Росії.
Адміністративний центр та єдиний населений пункт — село Олекан.

## Населення
Населення сільського поселення становить 742 особи (2019; 884 у 2010, 951 у 2002).